# Campo de concentração de Darnitskyi
O campo de concentração de Darnitskyi — é um dos maiores campos de concentração criados durante a Segunda Guerra Mundial na Ucrânia, nos então subúrbios de Kiev.

## História
Este campo de concentração foi criado nos primeiros dias da ocupação de Kiev - a partir de 21 de setembro de 1941. Foi construído para abrigar dezenas de milhares de prisioneiros de guerra e civis. De acordo com os materiais e instruções do comando da Wehrmacht, foi criada a ordem do campo. O regime era um sistema desenvolvido de redução da população dos territórios ocupados por meio do extermínio .
O acampamento ocupava uma área de 1,5 quilômetros quadrados e era cercado por uma cerca de arame farpado em 4 a 5 fileiras de 4 metros de altura, e pela mesma cerca era dividido em setores e departamentos distintos. Havia torres de vigia com metralhadoras nos cantos. A segurança foi fornecida por guardas especialmente selecionados e treinados com cães. Numa pequena e apertada sala da antiga fábrica, funcionava a chamada enfermaria, onde eram mantidos presos feridos e doentes. Nenhuma das pessoas nesta enfermaria sobreviveu ao campo .
Originalmente concebido pelos nazis como um campo de filtração, nos seus primeiros dias albergou entre 30.000 e 35.000 residentes locais e prisioneiros de guerra, mas mais tarde este número cresceu. Os ocupantes classificaram os prisioneiros por nacionalidade e opiniões políticas - os judeus foram imediatamente fuzilados. No total, mais de 300 mil pessoas passaram por lá – a maioria prisioneiros de guerra e civis. Esses prisioneiros recebiam água com beterraba e 150-200 gramas de pão por pessoa, uma ou duas vezes por dia .
No início, os presos dormiam na rua e não comiam nada durante 10 a 15 dias. À menor expressão de insatisfação, os presos eram fuzilados imediatamente. Pessoas que mostravam estabilidade moral eram espancadas com paus e chicotes, e cães eram atacados por elas. Aqueles que sobreviveram foram forçados a trabalhos árduos e inúteis, como cavar trincheiras que nunca foram usadas .
Em quatro armazéns, os prisioneiros recebiam camas em 3 a 4 andares, e a maioria dos prisioneiros dormia no chão. Os alemães não deram qualquer possibilidade de manter a higiene, o território do acampamento ficava sem aquecimento no inverno, o que levou à ocorrência de doenças estomacais com consequências de mortes em massa .

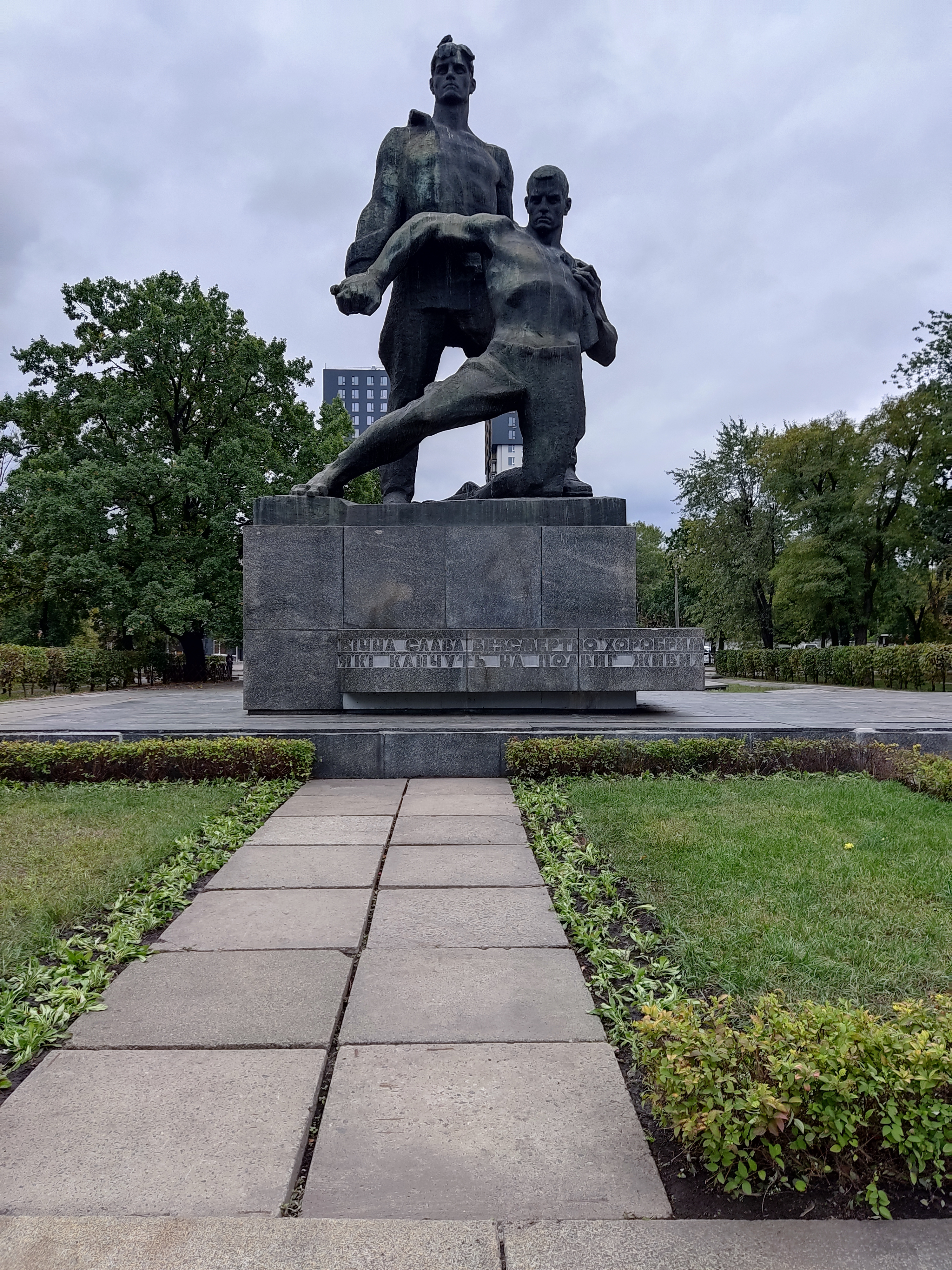
Monumento aos prisioneiros

Em junho de 1943, o campo de concentração em conexão com a ofensiva soviética foram transferidas para Berdychev e finalmente liquidadas em 28 de setembro de 1943. Em 1968, foi criado um complexo memorial .